# Sola scriptura

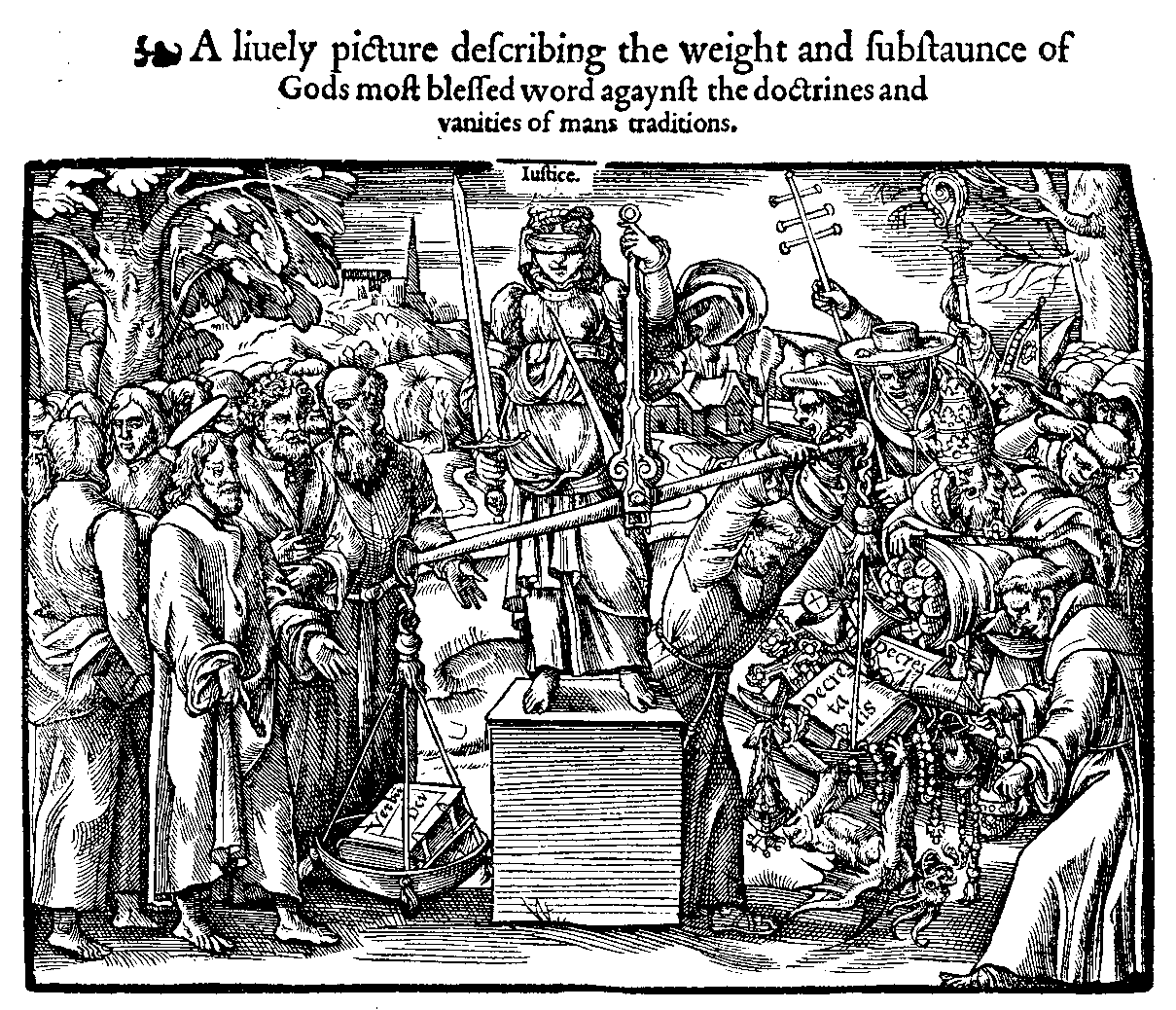
Propagandistische Allegorie des Prinzips sola scriptura

Der Ausdruck sola scriptura (lateinisch für „allein durch die Schrift“) bezeichnet einen theologischen Grundsatz der Reformation und der reformatorischen Theologie, nach dem die Heilsbotschaft hinreichend durch die Bibel vermittelt wird und keiner Ergänzung durch kirchliche Überlieferungen bedarf. Daraus entwickelte die lutherische Orthodoxie in Anbindung an die lutherischen Bekenntnisschriften das Schriftprinzip.
Gemeinsam mit den Prinzipien sola fide („allein durch den Glauben“), sola gratia („allein durch Gnade“) und solus Christus („allein Christus“) und soli Deo gloria („Ehre Gott allein“) bildet er die Grundsätze der Reformation.

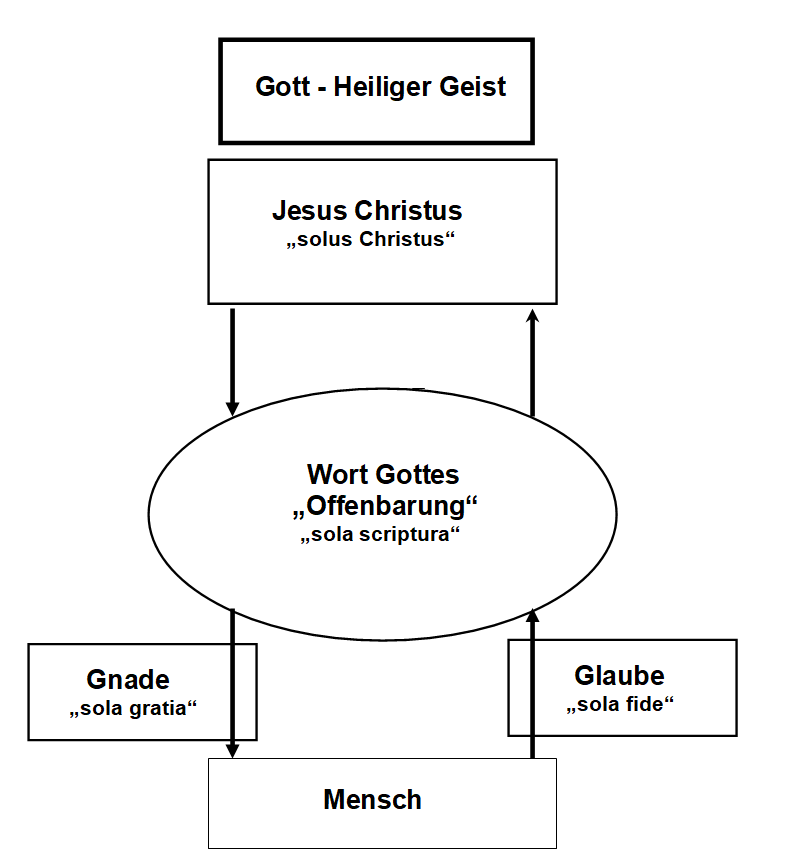
Schematische Darstellung zu Luthers Rechtfertigungslehre, modifiziert nach P. Blickle (1992)

## Ursprung des Ausdrucks
Die Wendung sola scriptura geht zurück auf Martin Luthers Formulierung, dass allein die Schrift herrsche („solam scripturam regnare“), die er in seiner Rechtfertigung Assertio („Freiheitserklärung“) von 1520 gegen die von Leo X. ausgestellte Bannandrohungsbulle verwendete. Auch die anderen drei Solae gehen auf Martin Luther zurück.

## Sola scripturaund Schriftauslegung

### Luthers Ansatz
Luther versuchte durch das sola scriptura einen verlässlichen, unveränderlichen Maßstab in der theologischen Auseinandersetzung mit der römisch-katholischen Kirche zu finden, da sich menschliche Urteile im Laufe der Kirchengeschichte immer wieder als irrig herausgestellt hätten.
So sei es im Spätmittelalter durch die Verwendung des vierfachen Schriftsinns zu einer enormen Vielfalt von Auslegungen der Schrift gekommen. Somit wurden auch Bräuche und Lehren begründet, die sich völlig vom biblischen Zeugnis entfernt hätten (beispielsweise der geschäftsmäßige Ablasshandel). Diesem Zustand wollte Luther entgegenwirken.
Die Forderung des sola scriptura sollte dabei keineswegs zum Ausdruck bringen, dass nur der genaue Wortlaut der Heiligen Schrift für das Leben eines Christen ausschlaggebend sei, wie dies in der Neuzeit als Programm des christlichen Fundamentalismus formuliert wurde. Vielmehr ging es um die Frage, wer die Schrift recht auslegt.
Nach der Vorstellung Luthers konnte dies nur durch die Schrift selbst geschehen, da sie „durch sich selbst glaubwürdig, deutlich und ihr eigener Ausleger“ („per se certissima, apertissima, sui ipsius interpres“) sei. Auch sollte nicht das Schriftstück Bibel sakralisiert werden, sondern das in ihm enthaltene Wort Gottes ständig neu zur Sprache kommen (viva vox werden). Bei diesem Vorgang sei der Mensch nur passiv – er empfange das unverfügbare Wort.
Damit diese Unverfügbarkeit nicht wiederum zur Willkür der Schriftauslegung führt, betonte Luther die „Mitte der Schrift“. Diese Mitte liege in der Christusbotschaft, die somit der innere Maßstab der Schrift sei. Von hier aus sei es möglich, kirchliche Entscheidungen und sogar die einzelnen Schriften der Bibel zu kritisieren – je nachdem, ob sie „Christum treyben“, also das Evangelium den Gläubigen zuführen oder nicht.

### Klarheit der Schrift
Gegen diese Lehre wurde von römisch-katholischer und humanistischer Seite, insbesondere von Erasmus von Rotterdam, eingewandt, die Schrift brauche immer eine externe Auslegung, da sie voller unverständlicher, „dunkler“ Stellen sei. Luther proklamierte hierauf die Klarheit der Schrift (claritas scripturae). Sogar in einer „doppelten Klarheit“ präsentiere sich der Inhalt der Bibel: die äußere Klarheit des Textes (claritas externa) werde bestätigt durch die innere Klarheit (claritas interna), die der Heilige Geist im Herzen des Hörers bzw. Lesers wirke.

### Römisch-katholische Antwort
Die römisch-katholische Kirche reagierte auf dem Konzil von Trient (1545–1563) mit einer Präzisierung ihrer Schriftlehre. In der vierten Sessio (1546) wurde ein Dekret verabschiedet, demzufolge Quelle der heilsamen Wahrheiten nicht bloß die Schrift, sondern Schrift und Tradition sei („in libris scriptis et sine scripto traditionibus“ begründet in Joh 16,13 ). Damit wurde die rechte Auslegung der Bibel durch das kirchliche Lehramt bekräftigt. Nichtsdestotrotz hat die Bibel ihre Unfehlbarkeit von Gott her, und nicht etwa von der Kirche.
Die katholische Kirche lehrt nicht, dass die Tradition in ihrem Inhalt über die Wahrheit der heiligen Schrift hinausgehe. Ganz im Gegenteil lehrt die katholische Kirche im Kirchenlehrer Thomas von Aquin, dass alles, was gelehrt wird, implizit in der Schrift enthalten sein muss. Die Lehre der katholische Kirche unterscheidet sich darin von der Lehre der Reformatoren, dass den Reformatoren die Bibel die einzige unfehlbare Regel des Glaubens ist, während den Katholiken auch die Tradition eine unfehlbare Regel des Glaubens ist. „Regel des Glaubens“ nennen Reformatoren und Katholiken das Prinzip, wonach bestimmt wird, was für eine Wahrheit göttlich geoffenbart – und somit von den Gläubigen zu glauben – ist.

### Östlich-orthodoxe Sichtweise
Die Ostkirchen lehnen das Prinzip des sola scriptura ab.

## Wirkungsgeschichte
Gegen die römisch-katholische Lehre formulierte die lutherische Orthodoxie in der Konkordienformel (1577) den eigenen Standpunkt. So heißt es in deren Epitome, dass „allein die Heilige Schrift der einig Richter, Regel und Richtschnur“ („sola sacra scriptura iudex, norma et regula“) sowie „Probierstein“ („lydius lapis“) für alle kirchlichen Lehren und Traditionen sein könne. Die Schrift wurde seitdem als norma normans („norm-stiftende Norm“) bezeichnet, die kirchlichen Bekenntnisse im Gegenzug als norma normata („normierte Norm“), da sie sich aus der Schrift ableiteten.
Basierend auf den Formulierungen der Bekenntnisschriften und vor allem Luthers Bezeichnung der Schrift als „principium primum“ arbeitete die lutherische Orthodoxie im 17. Jahrhundert das Schriftprinzip aus. Durch die aristotelische Kategorie des Prinzips wurde die Bibel als unhinterfragbares Axiom lutherischer Theologie festgeschrieben. Auch die Lehre von der Verbalinspiration der Schrift wurde in diesem Zusammenhang entwickelt. Nach Wolfhart Pannenberg gründet die Autorität der Heiligen Schrift für die reformatorische Theologie darauf, dass „sie nicht Menschenwort, sondern Gottes eigenes Wort ist.“
Durch die historisch-kritische Bibelforschung kam es zu einer Erschütterung dieser dogmatischen Grundlage. Man spricht seither von der „Krise des Schriftprinzips“. Ungeachtet dieser seit dem 18. Jahrhundert bestehenden Krise hält die Evangelische Kirche an dem reformatorischen Grundsatz des sola scriptura fest. Es heißt zum Beispiel in den Grundartikeln der Kirchenordnung der Evangelischen Kirche im Rheinland: „Sie bekennt mit den Kirchen der Reformation, dass die Heilige Schrift die alleinige Quelle und vollkommene Richtschnur des Glaubens, der Lehre und des Lebens ist und dass das Heil allein im Glauben empfangen wird.“

## Folgen für den Kirchenbau
Vor der Reformation kam es im Gottesdienst vor allem auf die Messe an, und zwar besonders auf den Moment der Wandlung. Der Priester hob die Hostie möglichst hoch (Elevation), dass sie in den längsrechteckigen Kirchenschiffen deutlicher zu sehen war; in größeren Kirchen wurde für die bessere Sicht auf die Handlungen am Altar ein Hochchor eingebaut. Im evangelischen Gottesdienst dominierte aber die Predigt. Deswegen wurden die Grundrisse der Kirchen verändert: zur Querkirche, der einzigen rein evangelischen Sakralbauform, oder zum Zentralbau (Quadrate oder Achtecke, die sich in einen Kreis einschreiben lassen), der im Protestantismus weniger häufig verwirklicht wurde. Die Kanzel wurde möglichst nahe in die Mitte der Kirche gerückt, um bessere Hörbarkeit der Predigt für alle Gottesdienstteilnehmer zu ermöglichen. In kleineren Kirchen sollte derselbe Zweck durch die Errichtung eines Kanzelaltars erreicht werden: Das Wort, die Predigt sollte auch rein räumlich in den Mittelpunkt des Gottesdienstes gestellt werden.

### Sekundärliteratur
- Gerhard Ebeling: „Sola scriptura“ und das Problem der Tradition. In: ders.: Wort Gottes und Tradition. Studien zu einer Hermeneutik der Konfessionen. Auflage 2. Göttingen 1966, S. 91–143.
- Hartmut Günther: Das Schriftverständnis der Konkordienformel. In: Bekenntnis zur Wahrheit. Aufsätze über die Konkordienformel. Erlangen 1978; S. 25–34.
- Rochus Leonhardt: Grundinformation Dogmatik. Ein Lehr- und Arbeitsbuch für das Studium der Theologie. Auflage 2. Vandenhoeck & Ruprecht, Göttingen 2007, S. 106–111.
- Bernhard Rothen: Die Klarheit der Schrift. Martin Luther: Die wiederentdeckten Grundlagen. Vandenhoeck & Ruprecht, Göttingen 1990.
- Hermann Sasse: Sacra Scriptura. Studien zur Lehre von der Heiligen Schrift. Erlangen 1981.
- Armin Wenz: Das Wort Gottes – Gericht und Rettung. Untersuchung zur Autorität der Heiligen Schrift in Bekenntnis und Lehre der Kirche (= Forschungen zur systematischen und ökumenischen Theologie; 75). Vandenhoeck & Ruprecht, Göttingen 1996, ISBN 3-525-56282-9 (Dissertation an der Friedrich-Alexander-Universität Erlangen-Nürnberg 1994).
- Mathias Mütel: Mit den Kirchenvätern gegen Martin Luther? Die Debatten um Tradition und auctoritas patrum auf dem Konzil von Trient. Schöningh, Paderborn 2017 (= Konziliengeschichte. Reihe B., Untersuchungen).